# Sân bay quốc tế Wattay
Sân bay Quốc tế Wattay (tiếng Lào: ສະໜາມບິນສາກົນວັດໄຕ, IATA: VTE, ICAO: VLVT) là sân bay của thủ đô Viêng Chăn, Lào. Sân bay có 1 đường băng dài 3000 m.
Sân bay gồm một nhà ga hành khách quốc tế mới và một nhà ga nội địa cũ và nhỏ.
Lực lượng không quân của Lào đóng ở một đầu của sân bay này.

## Thông tin chung
Sân bay quốc tế Wattay nằm cách thủ đô Viêng Chăn 3km, là sân bay lớn nhất của Lào tính tới thời điểm này.
Sân bay có được xây dựng từ lâu nhưng tới mãi năm 1990 mới được nâng cấp. Việc nâng cấp được thực hiện theo hướng hiện đại, mở rộng quy mô nhằm đáp ứng nhu cầu đang gia tăng. Sân bay hiện có một đường băng dài 3000 m và gồm một nhà ga hành khách quốc tế mới và một nhà ga nội địa cũ và nhỏ hơn.
Nhà ga sân bay Wattay cung cấp nhiều dịch vụ khác nhau bao gồm: mua sắm, nhà hàng, cung cấp thông tin, đổi tiền, ATM và các dịch vụ hỗ trợ vận chuyển. Các dịch vụ vận tải công cộng như taxi và xe bus nhỏ có sẵn tại các nhà ga nội địa và quốc tế.
Theo thống kê chính thức, năm 2011, sân bay quốc tế Viêng Chăn (hay Wattay) phục vụ khoảng 520.000 lượt hành khách nhưng chỉ 2 năm sau con số này đã lên đến 800.000 lượt người. Dự kiến đến năm 2025, lượng hành khách hàng năm tại đây sẽ đạt tới 2 triệu lượt người.

Nhà ga quốc tế nhìn từ lối vào sân bayNhà ga quốc tế nhìn từ lối vào sân bay
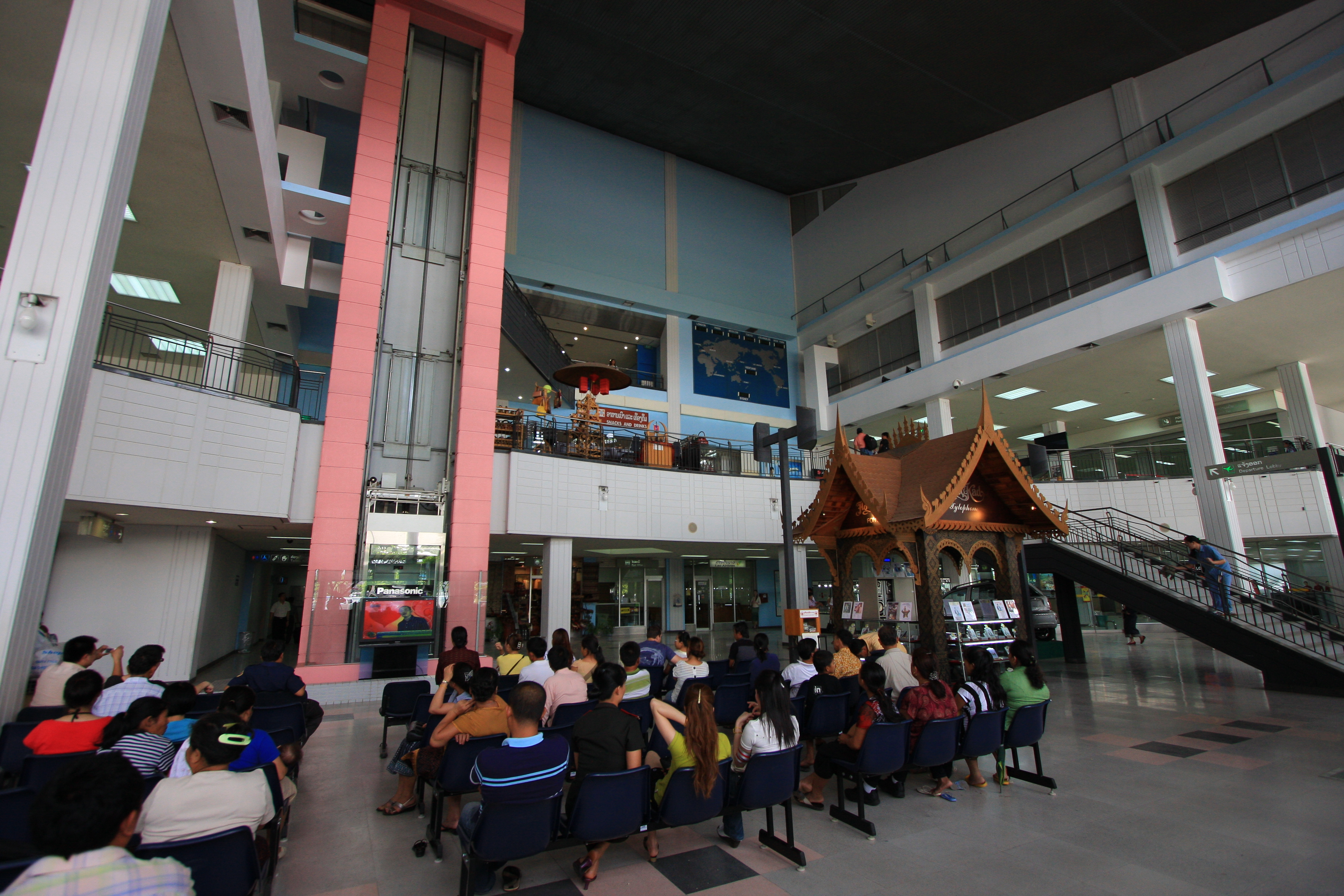
Bên trong nhà ga quốc tế
Nhà ga quốc tế nhìn từ sân đỗ máy bayNhà ga quốc tế nhìn từ sân đỗ máy bay

## Các hãng hàng không
| Hãng hàng không            | Điểm đến |
| -------------------------- | --- |
| AirAsia                    | Kuala Lumpur |
| Air Busan                  | Busan |
| Bangkok Airways            | Bangkok |
| China Eastern Airlines     | Côn Minh, Nam Ninh |
| China Southern Airlines    | Quảng Châu |
| Hainan Airlines            | Hải Khẩu, Thâm Quyến |
| Jeju Air                   | Seoul-Incheon |
| Jin Air                    | Seoul-Incheon |
| Korean Air                 | Seoul-Incheon |
| Lao Airlines               | Bangkok-Suvarnabhumi, Chiang Mai, Côn Minh, Đà Nẵng, Hà Nội, Houei Sai, Huế, Luang Namtha, Luang Prabang, Oudomxay, Pakse, Savanakhet, Seoul-Incheon, Siem Reap, Tp.Hồ Chí Minh, Xieng Khuang |
| Lao Skyway                 | Luang Prabang, Xieng Khuang, Ban Houayxay, Oudomxay, Pakse, Luangnamtha, Samneua, Phongsaly, Xayabouly                                                                                        |
| Scoot                      | Singapore |
| Sichuan Airlines           | Côn Minh |
| Thai AirAsia               | Bangkok-Don Mueang |
| Thai Airways International | Bangkok-Suvarnabhumi |
| Thai Smile                 | Bangkok-Suvarnabhumi |
| T'way Airlines             | Seoul - Incheon |
| Vietnam Airlines           | Hà Nội, Huế, Phnom Penh, Tp Hồ Chí Minh, Vinh |